# Tauste
Tauste (in aragonese Taust) è un comune spagnolo di 7.043 abitanti situato nella comunità autonoma dell'Aragona. Appartiene alla comarca delle Cinco Villas e si estende sulla riva sinistra del fiume Arba.
Di origine araba, fu incorporata all'Aragona da Alfonso I. Conobbe una notevole prosperità dopo la costruzione dell'omonimo canale (XVI secolo), uno fra i più antichi della regione.
La cittadina ospita alcune chiese particolarmente pregevoli: la chiesa di San Antonio, quella di san Miguel e soprattutto la parrocchiale di Santa Maria, arricchita da una bella torre in stile mudéjar.
| Pop. | 2.631 | 4.186 | 4.125 | 4.530 | 4.787 | 5.762 | 6.488 |
|      | 1940  | 1950  | 1960  | 1970  | 1980  | 1990  | 2001  |
| Pop. | 6.344 | 6.565 | 6.667 | 7.196 | 7.240 | 7.035 | 7.043 |

## Amministrazione

### Gemellaggi
- Langhirano